# 신용보증기금
신용보증기금(信用保證基金, Korea Credit Guarantee Fund, KODIT)은 1974년 제정된 신용보증기금법에 따라 1976년 특별법인으로 설립되었으며 공공기관의 운용에 관한 법률에 의해 설립된 금융위원회 산하 기금관리형 준정부기관이다.
2014년 12월 22일에 본사를 대구광역시 동구 첨단로 7 (신서동 1157) 신서혁신도시로 이전했으며, 한국부동산원과 마주보고 있다.

## 주요 업무
- 신용보증: 일반보증,P-CBO보증,보증연계투자,중소기업팩토링 운용
- 신용정보종합관리: 신용조사,채권추심
- 경영지도
- 신용보험
- 어음보험
- 매출채권보험
- 산업기반(SOC)신용보증 등

## 연혁
- 1961년 7월 1일 - 신용보증기금 준비금제도 실시
- 1966월 12월 6일 - 중소기업신용보증법 시행
- 1967년 3월 3일 - 중소기업신용보증법 시행- 중소기업 신용보증제도 실시
- 1972년 8월 3일 - 8. 3 긴급명령에 의하여 신용보증제도 확충 - 전 금융기관에 신용보증기금 설치
- 1974년 12월 21일 - 신용보증기금법 제정·공포
- 1975년 3월 1일 - 신용보증기금법 시행
- 1976년 6월 1일 - 신용보증기금 창립
- 1985년 11월 18일 - 서울특별시 마포구 공덕동으로 본점 이전
- 1989년 4월 1일 - 기술보증기금으로 기술신용보증업무 이관
- 1995년 5월 30일 - 산업기반신용보증기금 설치
- 1996년 12월 30일 - 신용보증기금법 5차 개정 - 정부출연 예산 소관을 중소기업청으로 변경
- 1997년 4월 10일 - 소기업및 소상공인지원을 위한 특별조치법 제정·공포, 신용보증기금이 어음보험업무를 취급토록 규정
- 1997년 9월 1일 - 어음보험업무 실시
- 1998년 5월 25일 - 근로자의 주거안정과 목돈마련지원에 관한 법률 개정, 1999년 1월 1일부터 주택금융신용보증기금의 관리 기관으로 지정
- 1999년 1월 1일 - 산업은행, 기술신용보증기금의 산업기반신용보증기금을 신용보증기금의 산업기반신용보증기금에 통합
- 2000년 7월 1일 - 유동화회사특별보증제도 실시
- 2000년 12월 31일 - 신용보증기금법 6차 개정 - 금융기관 출연시한 폐지
- 2003년 7월 29일 - 소기업 및 소상공인지원을 위한 특별조치법 개정·공포, 신용보증기금이 어음보험과 함께 매출채권보험을 취급토록 규정
- 2003년 8월 5일 - 중소ㆍ중견기업 유동화회사보증업무 취급
- 2004년 3월 1일 - 한국주택금융공사로 주택금융신용보증업무 이관
- 2004년 3월 2일 - 매출채권보험업무 시행
- 2005년 3월 25일 - 신용정보업무 한국기업데이터로 이관
- 2006년 6월 1일 - 신용보증기금 NEW CI 선포
- 2008년 7월 21일 - 안택수 이사장 취임
- 2009년 2월 6일 - 신용보증기금법 개정(유동화회사보증업무 법제화)
- 2012년 2월 6일 - New 비전 선포: "기업이 행복한 세상, 함께가는 Value Creator"
- 2012년 6월 19일 - 인도네시아 자카르타에서 인도네시아 신용보증공사 잠크린도(Jamkrindo)와 양국의 신용보증제도 발전과 국제협력 강화를 위한 양해각서(MOU)를 체결[1]
- 2013년 5월 28일 - 신용보증기금법 개정(보증연계투자업무 법제화)
- 2014년 12월 21일 - 대구광역시 동구 신서혁신도시로 이전
- 2019년 6월 18일 - 문화산업완성보증 업무 개시
- 2020년 3월 11일 - 온라인 투자·빅데이터 시장 분석 등의 기능을 포함한 혁신창업 플랫폼 오픈[2]년
- 2020년 3월 18일 - 신용정보업 면허 취득
- 2020년 12월 24일 - 벤처확인 전문 평가기관 지정
- 2021년 5월 24일 - 녹색보증 업무 개시
- 2021년 7월 12일 -  경상남도, 기술보증기금, BNK경남은행, NH농협은행, KDB혁신성장정책금융센터 등 6개 기관과 경남형 지역균형 뉴딜산업 금융지원 업무협약' 체결[3]
- 2021년 12월 31일 - 중소기업팩도링 법제화
- 2022년 6월 30일 - 녹색 공정전환 보증 업무 개시

## 설립목적
신용보증기금의 설립 목적은 신용보증기금법에 "담보능력이 미약한 중소기업이 부담하는 채무를 보증하여 기업의 자금 융통을 원활히 하고, 신용정보의 효율적 관리·운용을 통하여 건전한 신용 질서를 확립함으로써 신용사회 구현과 균형 있는 국민 경제 발전에 기여함을 목적으로 한다"라고 밝히고 있다.

## 운영위원회
신용보증기금의 최고 의결 기구는 운영위원회로 기금의 업무 운영에 관한 기본 방침을 수립한다. 운영위원은 아래와 같이 12인의 위원으로 구성되며 임기는 2년이다.
- 신용보증기금 이사장
- 재정경제부장관이 그 소속공무원 중에서 지명하는 자 1인
- 기획예산처장관이 그 소속 공무원 중에서 지명하는 자 1인
- 중소기업청장이 그 소속공무원 중에서 지명하는 자 1인
- 한국은행총재가 그 소속 집행간부 중에서 지명하는 자 1인
- 중소기업은행장이 그 소속임원 중에서 지명하는 자 1인
- 은행법 규정에 따른 금융기관중 일반국민 및 소규모기업에 대한 금융업무를 취급하는 금융기관으로서 재정경제부장관이 지정하는 금융기관의 장이 그 소속임원중에서 지명하는 자 1인
- 금융기관의 임원 또는 집행간부중 3인 (재정경제부장관이 위촉)
- 기업단체의 대표자중 2인 (재정경제부장관과 산업자원부장관이 합의하여 위촉)

## 사진

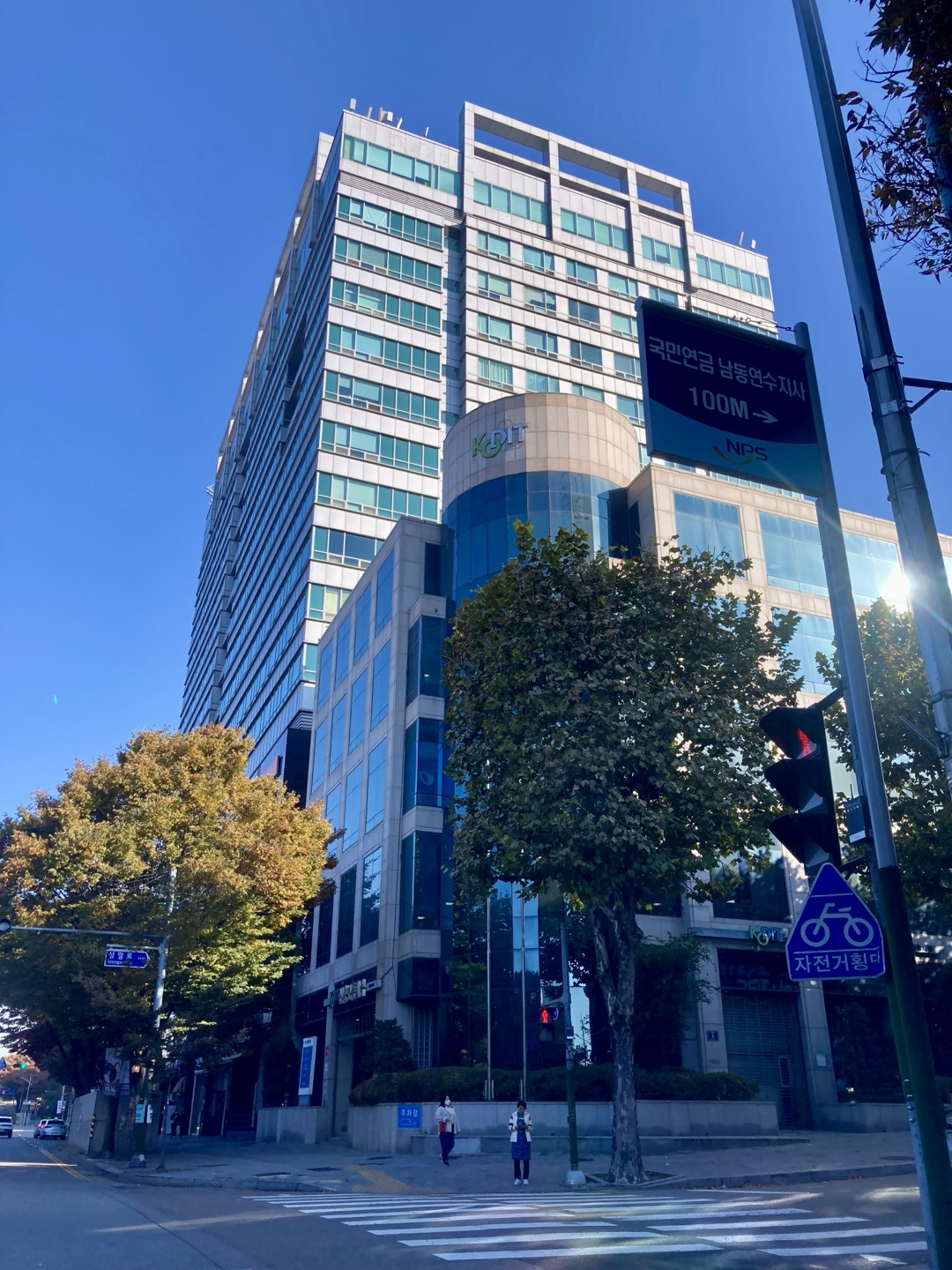
신용보증기금 인천지점(성말로 1)

## 같이 보기
- 기술신용보증기금